# Semilla aleatoria
Una semilla aleatoria (o estado de semilla, o semilla) es un número (o vector) utilizado para inicializar un generador de números pseudoaleatorios.
Para usar una semilla en un generador de números pseudoaleatorios, no es necesario que sea aleatoria. Debido a la naturaleza de los algoritmos de generación de números, con tal de que la semilla original sea ignorada, el resto de valores que genera el algoritmo seguirán una distribución de probabilidad de manera pseudoaleatoria.
Una secuencia de números de un generador de números pseudoaleatorios está completamente determinada por la semilla: por lo tanto, si un generador de números pseudoaleatorios es inicializado de nuevo con la misma semilla, producirá la misma secuencia de números.
La elección de una buena semilla aleatoria es crucial en el campo de la seguridad informática. Cuando una clave de encriptación secreta es generada de forma pseudoaleatoria, tener la semilla permitirá a esa persona obtener la clave.
Si la misma semilla aleatoria es compartida deliberadamente, esta se vuelve una clave secreta, por lo que dos o más sistemas, usando algoritmos de números pseudoaleatorios iguales y semillas iguales, pueden generar secuencias de números no repetidos que pueden usarse para sincronizar sistemas remotos, por ejemplo satélites y receptores GPS.
Las semillas aleatorias son normalmente generadas usando el estado del sistema informático (como el tiempo), un generador de números pseudoaleatorios criptográficamente seguro, o un generador de números aleatorios físico.